# San Salvador Island
San Salvador Island ist der Name einer Insel der philippinischen Provinz Zambales. Sie liegt vor der Westküste der Insel Luzón im Südchinesischen Meer. Die Insel hat eine Fläche von ca. 3,80 km² und wird von der Stadtgemeinde Masinloc aus verwaltet. Nach der Volkszählung 2007 wurden 1801 Einwohner registriert. San Salvador ist einer der 13 Barangays (etwa Gemeindebezirke) der Gemeinde Masinloc.
Die Topographie der Insel ist flachhügelig und zu 30 % mit einem Sekundärwald bewachsen. Zu 60 % wird das Areal der Insel zum Reisanbau und zu 10 % von Mangoplantagen genutzt. 
San Salvador Island wird im Norden von zahlreichen Korallenriffen, einigen Seegraswiesen und Sargassumwälder umgeben. Um die Korallenriffe wurde 1989 das San Salvador fish sanctuary von den örtlichen Behörden eingerichtet, es hat eine Größe von 1,27 km². Die von den Bewohnern der Insel gegründete Samahang Pangkaunlaran ng San Salvador (Organisation zur Entwicklung von San Salvador) und die Bantay Dagat (Beschützer des Meeres) betreuen das Meeresschutzgebiet. Ein effektives Küstenmanagement wurde im Zeitraum von 2004 bis 2006 in Zusammenarbeit mit der HARIBON Foundation entwickelt. Dieses hat auch zum Ziel die ausgedehnten Mangrovenwälder zu schützen. Durch die Schutzmaßnahmen konnten sich die Korallenriffe und Fischbestände erholen. 
San Salvador Island liegt ca. 2,5 km vom Hafen in Masinloc entfernt und kann mit einem Boot in 20–30 Minuten erreicht werden.    